# Lucas Zellmer
Lucas Zellmer (Berlín, 3 de diciembre de 1977) es un deportista alemán que compitió en vela en la clase 470. Ganó dos medallas de plata en el Campeonato Europeo de 470, en los años 2003 y 2009.

## Palmarés internacional
| \| Campeonato Europeo \| Campeonato Europeo \| Campeonato Europeo \| Campeonato Europeo \| \| Año \| Lugar \| Medalla \| Clase \| \| ------------------ \| ------------------ \| ------------------ \| ------------------ \| \| 2003 \| Brest (Francia) \| Medalla de plata \| 470 \| \| 2009 \| Traunsee (Austria) \| Medalla de plata \| 470 \| |                    |                  |       |
| Campeonato Europeo |                    |                  |       |
| Año | Lugar              | Medalla          | Clase |
| 2003 | Brest (Francia)    | Medalla de plata | 470   |
| 2009 | Traunsee (Austria) | Medalla de plata | 470   |